# Jeffrey Archer
Jeffrey Howard Archer, Baron Archer of Weston-super-Mare (Londres; 15 d'abril de 1940), és un escriptor i expolític anglès.

## Biografia
Va néixer el 1940, va estudiar a la Wellington School i en el Brasenose College de la Universitat d'Oxford.
Al començament de 1960 va representar al Regne Unit en atletisme (en l'especialitat de 100 metres llisos). El 1969 ingressa a la Cambra dels Comuns pel Partit Conservador, i va ser el membre més jove. També va formar part de la Cambra dels Lords (és lord des de 1992), com a dirigent del partit conservador. Al llarg de la seva carrera política va protagonitzar diversos escàndols i controvèrsies. El 2001 va ser condemnat a quatre anys de presó, acusat d'un delicte de perjuri.
Va tenir dos fills amb la seva dona, la científica especialista en energia solar Mary Archer: William i James.

## Obres

### Kane i Abel
- Kane and Abel (1979)
- The Prodigal Daughter (1982)
- Shall We Tell the President? (1977/revised edition 1986)[4]

### Cròniques Clifton
- Only Time Will Tell (2011)
- The Sins of the Father (2012)
- Best Kept Secret (2013)
- Be Careful What You Wish For (2014)
- Mightier Than the Sword (2015)
- Cometh The Hour (2016)
- This Was a Man (2016)

### William Warwick
- Nothing Ventured (2019)
- Hidden in Plain Sight (2020)
- Turn a Blind Eye (revisat el 13 d'abril de 2021)

### Altres novel·les
- Not a Penny More, Not a Penny Less (1976)
- First Among Equals (1984)
- A Matter of Honour (1986)
- As the Crow Flies (1991)
- Honour Among Thieves (1993)
- The Fourth Estate (1996)
- The Eleventh Commandment (1998)
- Sons of Fortune (2002)
- False Impression (2005)
- The Gospel According to Judas by Benjamin Iscariot, with Francis J. Moloney. (2007)
- A Prisoner of Birth (2008)
- Paths of Glory (2009)
- Heads You Win (2018)